# Тіба Соноко
Тіба Соноко (яп. 千葉 園子; нар. 15 червня 1993) — японська футболістка. Грала за збірну Японії.

## Клубна кар'єра
У 2014 році дебютувала в «Харіма Альбіон».

## Кар'єра в збірній
Дебютувала у збірній Японії 2 червня 2016 року в поєдинку проти США. З 2016 по 2017 рік зіграла 5 матчів в національній збірній.

## Статистика виступів
| Збірна Японії | Збірна Японії | Збірна Японії |
| Рік           | Матчі         | Голи          |
| ------------- | ------------- | ------------- |
| 2016          | 3             | 0             |
| 2017          | 2             | 0             |
| Загалом       | 5             | 0             |